# Giwat Ram
Giwat Ram (hebr. גבעת ריכוז-מפקדים) – osiedle mieszkaniowe w Jerozolimie położone w centralnej części miasta. Z racji swojego położenia na terenie dzielnicy znajduje się wiele instytucji władz publicznych m.in. Kneset, Muzeum Izraela, Biblioteka Narodowa Izraela oraz Sąd Najwyższy.

## Historia
Przed I wojną izraelsko-arabską 1948-1949 teren ten znany był jako arabska dzielnica Sheikh Badr. W grudniu 1949 r. premier Izraela Dawid Ben Gurion, wydał dekret o umieszczeniu powstającego rządu w Jerozolimie. Na siedzibę rządu wybrano wzgórze we wschodniej części miasta. Giwat Ram dosłownie oznacza „Wzgórze rządowe”.
Północna część dzielnicy nazywa jest Kiryat HaLeom. Jest najściślejsze centrum dzielnicy gdzie znajdują się najważniejsze budynki władz państwowych.

## Kultura
Giwat Ram to największe skupisko muzeów w Jerozolimie. Znajduje się tutaj m.in. Muzeum Izraela, Biblioteka Narodowa Izraela, Muzeum Biblijne Izraela oraz Muzeum Nauki Bloomfield. Oprócz tego znajduje się tutaj hala widowiskowa Międzynarodowe Centrum Kongresowe (Binyanei Ha’Umah).
Na terenie dzielnicy położony jest kampus Uniwersytetu Hebrajskiego w Jerozolimie.